# Nesolestes robustus
Nesolestes robustus – gatunek ważki z rodziny Argiolestidae.
Owad ten jest endemitem Madagaskaru występującym we wschodniej części wyspy.